# وليام ويستون
كان وليام ويستون (9 ديسمبر 1667 - 22 أغسطس 1752) لاهوتيًا إنجليزيًا، ومؤرخًا، ومن رواد الفلسفة الطبيعية، وعالم رياضيات، وكان شخصية بارزة في نشر أفكار إسحاق نيوتن. ولعل أكثر ما يُعرف به اليوم مساهمته في الحث على إقرار قانون خط الطول عام 1714 (ومحاولاته لحصد المكافآت الموعودة بناءً عليه)، وترجماته المهمة لمجلدات عاديات اليهود وأعمال يوسيفوس الأخرى (التي لا تزال تُطبع حتى اليوم). وكان أحد الدعاة البارزين للآريوسية وألف كتاب نظرية جديدة للأرض.
خلف ويستون معلمه نيوتن أستاذًا للرياضيات في جامعة كامبريدج. وفي 1710 فقد الأستاذية وطُرد من الجامعة بسبب آرائه الدينية غير التقليدية. إذ رفض ويستون فكرة العذاب الأبدي في الجحيم، معتبرًا إياها غير معقولة وقاسية وفيها إهانة لله. كان ما وضعه تحديدًا في مواجهة سلطات الكنيسة، إنكاره لعقيدة الثالوث، التي افترض بأن لها أصول وثنية.

## بدايات حياته ومسيرته المهنية
ولد ويستون في نورتن جوكستا تويكروس في ليسترشير، حيث كان والده، ليوشيا ويستون (1622-1685)، قسيسًا، وكانت والدته، كاثرين روس (1639-1701)، ابنة القسيس السابق في تويكروس، غابرييل روس. كان يوشيا ويستون مشيخيًا، لكنه احتفظ بقسوسته بعد عودة ملكية ستيوارت في 1660. تلقى وليام ويستون تعليمًا خاصًا، من أجل صحته، وحتى يتمكن من العمل كاتبًا لوالده الأعمى. ودرس في مدرسة الملكة إليزابيث النحوية في تامورث، ستافوردشير. وبعد وفاة والده، التحق بكلية كلير في كامبريدج بصفة سيزار عام 1686. وكرس جهوده لدراسة الرياضيات، وحصل على درجة البكالوريوس في الآداب (1690)، وماجستير الآداب (1693)، واختير زميلًا في 1691 وزميلًا كبيرًا تحت الاختبار عام 1693.
ترسم ويستون على يد وليام لويد في ليتشفيلد عام 1693. وفي 1694، زاعمًا اعتلال صحته، استقال من منصبه في كلير لريتشارد لوتون، الذي يخدم قسيسًا لدى جون مور، أسقف نورويتش، وتبادلا المناصب. فقسم وقته بين نورويتش وكامبريدج ولندن. وفي 1698 كلفه مور بالخدمة الدينية في لوستوفت حيث أصبح كاهنًا. وفي 1699 استقال من زمالته في كلية كلير وتركها من أجل الزواج.
التقى ويستون بإسحاق نيوتن لأول مرة في 1694 وحضر بعضًا من محاضراته، رغم اعترافه الخاص بأنها كانت أول الأمر عصية على الفهم. شرع في إتقان مبادئ نيوتن في الرياضيات بعد أن حفزه بحثٌ قرأه لديفيد غريغوري حول الفلسفة النيوتونية. أصبح هو ونيوتن أصدقاء. وفي 1701، استقال ويستون من خدمته الدينية ليحل محل إسحاق نيوتن في إلقاء المحاضرات اللوكاسية في كامبريدج. فكان خلفًا لنيوتن في الكرسي اللوكاسي للرياضيات في 1702. وتبع ذلك فترة من البحث المشترك مع روجر كوتس، الذي تعين بدعم من ويستون في كرسي أستاذية بلوميان عام 1706. وكان من بين الطلاب في دورة كوتس وويلسون للفلسفة التجريبية، ستيفن هيلز ووليام ستوكلي وجوزيف واس.

## لاهوتي نيوتوني
في عام 1707 كان ويستون محاضرًا في كتابات بويل. كانت سلسلة المحاضرات هذه في تلك الفترة فرصة كبيرة لأتباع نيوتن، بمن فيهم ريتشارد بنتلي وصامويل كلارك، من أجل التعبير عن آرائهم، خاصة في معارضة صعود الربوبية. دعت السلالة «النيوتونية»، بقيادة بنتلي وكلارك وويستون من بين آخرين، إلى إعادة تفسير الفلسفة الطبيعية استنادًا إلى تعريف أوغسطينوس الهيباني للمعجزة (بأنها سبب تعجب البشر)، بما يتعارض مع المفهوم السائد للتدخل الإلهي في الطبيعة، مفهومٌ مستقى من أفكار أنسلم. كان هدف هذه الخطوة تقويض حجج الربوبيين والمتشككين. وركزت محاضرات بويل على الروابط بين نبوءات الكتاب المقدس والأحداث الفيزيائية المثيرة مثل الفيضانات والكسوف وتفاسيرها من الناحية العلمية. وكان ويستون، من جهة أخرى، مدركًا للصلات المحتملة بين النبوءة والأحداث الجارية: حرب الخلافة الإسبانية، ولاحقًا تمردات اليعاقبة.
أيد ويستون الحرفية الكتابية المشروطة: يجب أن يكون المعنى الحرفي هو المعنى الافتراضي، ما لم يكن هناك سبب وجيه للتفكير بخلاف ذلك. ويعود هذا الرأي، مجددًا، إلى أوغسطين. تأثرت آراء نيوتن حول دراسة نشأة الكون التي قدمها توماس بيرنت، بفهمه الخاص للغة الخلق في سفر التكوين؛ كما تأثر منظور ويستون البديل حول نشأة الكون. لم يكن موسى، بصفته مؤلف سفر التكوين، يكتب بالضرورة كفيلسوف طبيعي، ولا كمشرع، بل لجمهور معين. انتقد جون أربوثنون وجون إدواردز ووليام نيكولسون، من بين آخرين، دراسة نشأة الكون الجديدة لبيرنت وويستون وجون وودوارد جميعها بسبب تجاهلهم لرواية الكتاب المقدس.
كان عنوان المحاضرات التي ألقاها ويستون حول دراسات بويل إنجاز نبوءات الكتاب المقدس. رفض التفسير النمطي لنبوءة الكتاب المقدس، وقال إن معنى النبوءة يجب أن يكون فريدًا. شكك أنتوني كولينز لاحقًا في آرائه. وتعرضت للهجوم الفوري من قِبل نيكولاس كلاغيت في 1710. كانت حركة كاميسارد التي ضمت المنفيين الفرنسيين («الأنبياء الفرنسيين») في إنجلترا، أحد الأسباب التي جعلت النبوءة موضوعًا سديدًا في حينه. بدأ ويستون الكتابة عن المليارية التي كانت جزءًا لا يتجزأ من اللاهوت النيوتوني، وأراد تحييد وجهات نظره عن آرائهم، وخاصة عن آراء جون لاسي. وعند لقاءه الأنبياء الفرنسيين في 1713، أبرز ويستون وجهة نظر مفادها أن هبة الوحي العجائبية يمكن أن تكون استحواذًا شيطانيًا.

## التوترات مع نيوتن
من غير المتصور أن تكون مذكرات ويستون جديرة بالثقة تمامًا فيما يتعلق بعلاقاته الشخصية مع نيوتن. إذ تقول أحد الآراء إن العلاقة لم تكن وثيقة على الإطلاق، وكان بنتلي معنيًا أكثر في تعيين ويستون على الكرسي اللوكاسي للرياضيات؛ وأنها تدهورت بمجرد أن بدأ ويستون الكتابة عن النبوءة، وخاصة مع نشره مقال عن رؤيا القديس يوحنا (1706). توقع هذا العمل الألفية في عام 1716.
لم تحسن طبعة ويستون عام 1707 من كتاب نيوتن علم الحساب الكوني، من الأمر شيئًا. كان نيوتن نفسه منخرطًا بشكل كبير، ولو سري، في طبعة 1722 المنسوبة اسميًا إلى جون ماكين، مجريًا عليها العديد من التغييرات.
وفي الفترة الممتدة بين عامي 1708 و1709، شارك ويستون مع توماس تينيسون وجون شارب، بصفتهما رئيسي أساقفة، في مناظرات حول الثالوث. قدم هوبتون هاينز دليلًا على أن رد فعل نيوتن جاء بالتراجع عن النشر حول هذه القضية؛ نُشرت آرائه المناهضة للثالوث منذ تسعينيات القرن السابع عشر، أخيرًا في 1754 تحت عنوان وصف تاريخي لتحريفين مهمين للكتاب المقدس.
لم يكن ويستون أبدًا زميلًا للجمعية الملكية. وفي محادثة مع إدموند هالي ألقى باللوم على سمعته الذائعة «بالهرطقة». ومع ذلك، فقد ادعى أيضًا أن نيوتن لم يحبذ أن يكون له تلميذ ذو عقلية مستقلة؛ وكان لديه، خلافًا لما هو متوقع، طبع حذر ومرتاب.